# 16th Street Mission (BART)
16th Street Mission es una estación en las líneas Pittsburg/Bay Point–SFO/Millbrae, Richmond–Millbrae, Fremont–Daly City y Dublin/Pleasanton–Daly City del BART, administrada por la Distrito de Transporte Rápido del Área de la Bahía. La estación se encuentra localizada en 2000 Mission Street en San Francisco, California. La estación 16th Street Mission fue inaugurada el 3 de noviembre de 1973.

## Descripción
La estación 16th Street Mission cuenta con 1 plataforma central y 2 vías.

## Conexiones
La estación es abastecida por las siguientes conexiones de autobuses: 
- Rutas del MUNI
14 Mission
14L Mission Limited
22 Fillmore
33 Stanyan
49 Van Ness-Mission